# Heteromeryx dispar
L’eteromerice (Heteromeryx dispar) è un mammifero artiodattilo estinto, appartenente ai protoceratidi. Visse nell'Eocene medio - superiore (circa 40 – 34 milioni di anni fa) e i suoi resti fossili sono stati ritrovati in Nordamerica. 

## Descrizione
Questo animale doveva essere vagamente simile a una piccola vigogna o forse a un mosco odierno (Moschus moschiferus). Al contrario della maggior parte dei protoceratidi primitivi dell'Eocene, Heteromeryx è noto grazie a resti cranici più o meno completi, che permettono una ricostruzione dell'animale. Heteromeryx possedeva un cranio privo di corna, ma dotato di due lunghi canini superiori. Non è chiaro se il cranio dell'olotipo appartenesse a un maschio o a una femmina. L'apertura nasale è piuttosto arretrata, e le ossa nasali sono piuttosto lunghe e delicate. Ciò suggerirebbe la presenza di un labbro prensile o forse di una corta proboscide. Heteromeryx era più grande di altri protoceratidi eocenici apparsi qualche milione di anni prima, come Leptoreodon. Si differenzia inoltre dall'affine Pseudoprotoceras nella struttura del secondo e del terzo molare superiore, più grandi e complessi. Le ossa nasali, inoltre, erano meno arretrate. Era tuttavia più piccolo di Protoceras o Paratoceras. 

## Classificazione
Descritto per la prima volta da William Diller Matthew nel 1905, Heteromeryx dispar è basato su un cranio e alcune ossa delle zampe ritrovate in Dakota del Sud; ulteriori fossili sono stati ritrovati in Texas e in Nebraska. Heteromeryx è considerato un rappresentante piuttosto primitivo dei protoceratidi, un gruppo di artiodattili nordamericani forse imparentati con i camelidi. Era sicuramente più derivato rispetto a forme arcaiche come Leptotragulus e Leptoreodon, ma non quanto Protoceras e le forme dotate di corna caratteristiche dell'Oligocene e del Miocene. 